# Гватемала на зимних Олимпийских играх 1988
Гватемала принимала участие в Зимних Олимпийских играх 1988 года в Калгари (Канада) в первый раз за свою историю, но не завоевала ни одной медали. Сборная страны состояла из 6 спортсменов (5 мужчин, 1 женщина).
Фьямма Х. Смит Мини стала первой женщиной, представлявшей Гватемалу на зимних Олимпийских играх.

## Горнолыжный спорт
Мужчины
| Спортсмены             | Соревнование      | 1 спуск | 2 спуск | Итог    | Итог  |
| Спортсмены             | Соревнование      | Время   | Время   | Время   | Место |
| ---------------------- | ----------------- | ------- | ------- | ------- | ----- |
| Карлос Андрес Брудерер | Супергигант       |         |         | DNF     | –     |
| Кристиан Брудерер      | Супергигант       |         |         | 2:05,99 | 50    |
| Кристиан Брудерер      | Гигантский слалом | DNF     | –       | DNF     | –     |
| Альфредо Рего          | Гигантский слалом | 1:45,07 | 1:41,52 | 3:26,59 | 69    |
| Карлос Андрес Брудерер | Гигантский слалом | 1:29,45 | 1:26,17 | 2:55,62 | 65    |
| Альфредо Рего          | Слалом            | 1:46,49 | 1:33,79 | 3:20,28 | 54    |
| Кристиан Брудерер      | Слалом            | 1:19,30 | DNF     | DNF     | –     |
| Карлос Андрес Брудерер | Слалом            | 1:16,87 | 1:09,43 | 2:26,30 | 39    |

Женщины
| Спортсмены  | Соревнование      | 1 спуск | 2 спуск | Итог    | Итог  |
| Спортсмены  | Соревнование      | Время   | Время   | Время   | Место |
| ----------- | ----------------- | ------- | ------- | ------- | ----- |
| Фиамма Смит | Супергигант       |         |         | DNF     | –     |
| Фиамма Смит | Гигантский слалом | 1:25,31 | 1:34,86 | 3:00,17 | 29    |
| Фиамма Смит | Слалом            | 1:23,56 | 1:21,94 | 2:45,50 | 27    |

## Лыжные гонки
Мужчины
| Спортсмены     | Соревнование | Результат | Место |
| -------------- | ------------ | --------- | ----- |
| Рикардо Бургос | 15 км (К)    | 55:16,3   | 81    |
| Даг Бургос     | 15 км (К)    | 53:00,8   | 80    |
| Рикардо Бургос | 30 км (К)    | 1:51:19,4 | 83    |
| Даг Бургос     | 30 км (К)    | 1:47:38,5 | 80    |

К = Классический стиль, Ф = Фристайл